# Alain Pellet
Alain Pellet, né le 2 janvier 1947 à Paris, est un juriste et universitaire français. Il a enseigné le droit international public et ses diverses branches à l'université Paris-Nanterre jusqu'en 2014 et à l'Institut d'études politiques de Paris.
Il fut directeur du Centre de droit international de Nanterre (CEDIN) entre 1991 et 2001, et est également l'auteur de nombreuses publications.

## Biographie

### Jeunesse et études
Alain Pellet est admis à l'Institut d'études politiques de Paris, où il est diplômé en 1968 de la section Service public. Il se tourne vers le droit et obtient en 1969 un DES de droit public et un DES de sciences politiques à la faculté de droit et des sciences économiques de Paris.
En 1974, il devient docteur en droit public de l'université d'Assas. Il est reçu à l'agrégation de droit public.
Il a été auditeur à l'Académie de droit international de La Haye en 1967, 1969 et 1971.

### Parcours professoral
Il a enseigné le droit international public et ses diverses branches à l'université Paris-Nanterre jusqu'en 2014. Depuis lors, il est professeur émérite.
Il a dispensé le cours de cadre juridique de la vie internationale donné aux étudiants de deuxième année à l'Institut d'études politiques de Paris.
Concernant ses activités d'enseignant-chercheur, il a notamment été directeur du master 2 « Droits des relations internationales et de l’Union européenne » de la faculté de droit et de science politique de l'université Paris X et a supervisé une cinquantaine de thèses.

### Autres fonctions
Figurant au titre des experts français les plus reconnus en droit international, c'est un ancien membre et président de la Commission du droit international des Nations unies. Il a aussi été rapporteur de la Commission Truche à l'origine du projet français de création du TPIY, expert-consultant auprès de la Commission d'arbitrage pour la paix dans l'ex-Yougoslavie (Commission Badinter) et objecteur indépendant auprès de l'ICANN,.
Agent, conseil et avocat dans une soixantaine d'affaires devant la Cour internationale de justice, et le Tribunal international du droit de la mer, il a, en outre, participé à plusieurs arbitrages internationaux ou transnationaux devant le CIRDI (droit des investissements).

## Divers
Il a forgé l'expression « droit-de-l'hommisme » en 1989 lors d'un colloque dont les actes furent publiés, ce qui fait a priori de lui l'inventeur de ce néologisme. De son propre aveu, « il s'agissait seulement de qualifier l'état d'esprit des militants des droits de l'homme [...] tout en mettant en garde contre la confusion des genres : le droit d'une part, l'idéologie des droits de l'homme de l'autre ». En 2002, il s'est érigé contre « le mauvais usage » de ce terme par Nicolas Sarkozy en rappelant que si, dans ce domaine comme les autres, il fallait faire preuve de nuance, il n'en restait pas moins que les droits-de-l'hommistes avaient contribué aux grands progrès du droit en la matière.

### Prises de position dans la presse
En 2001 et 2003, il émet des réserves sur la légalité, au regard du droit international public, des opérations menées par les États-Unis en Afghanistan et en Irak,.
En 2014, il soutient que la Russie a violé l'article 2 paragraphe 4 de la Charte des Nations unies (interdiction du recours à la force) en envahissant une partie de la péninsule de Crimée ; il ajoute que le droit à l'autodétermination - tel qu'entendu dans l'article 2 paragraphe 1 de la charte de San Francisco - n'est pas applicable en l'espèce ; enfin, il précise que si conformément à l'avis de la CIJ sur le Kosovo, « le droit international général ne comporte aucune interdiction applicable aux déclarations d'indépendance », « il faut que l'indépendance se construise en dehors de toute intervention (armée en tout cas) étrangère ».
En 2019, il figure parmi les signataires d'une tribune publiée dans Le Monde intitulée « Cameroun : "Droit, justice et dignité pour Maurice Kamto" » ; celle-ci appelle les autorités nationales à libérer l'opposant de Paul Biya arrêté en marge des manifestations pacifiques contestant le résultat de l'élection présidentielle.

## Décorations et distinctions
- Président de la Société française pour le droit international (2013 – en cours)[25]
- Membre de l’Institut de droit international (2013 – associé en 2007)
- Officier de la Légion d’honneur (France – 2017)[26] (chevalier - 1998)[27]
- Commandeur de l'Ordre du Soleil Levant (Japon) (2018)[28]